# Slag om Neuhammer
De Slag om Neuhammer  was een gevecht tussen Hongaarse Waffen-SS eenheden en het 1e Oekraïense Front van het Rode Leger nabij het militaire oefenkamp Neuhammer (in Neuhammer am Queis) in Neder-Silezië. De veldslag vond plaats van 8 tot 13 februari 1945 rond het militaire oefenterrein in de nabijheid van de rivier Queis.

## Achtergrond
Na het succesvolle Weichseloffensief van het Rode Leger vertoonde het oostfront een grote uitstulping, die van de Weichsel tot aan de Oder reikte. Alvorens verder op te rukken naar Berlijn gaf Jozef Stalin het bevel dat de Duitse strijdkrachten op de flanken moesten worden vernietigd. In het noorden viel het 2e Wit-Russische Front Pommeren aan en in het zuiden richtte het 1e Oekraïense Front zijn aandacht op Silezië.

## Troepensterkte
Begin februari 1945 bevonden de 25. Waffen-Grenadier-Division der SS en de 26. Waffen-Grenadier-Division der SS zich in het trainingskamp Neuhammer. Het trainingskamp lag in de buurt van de belangrijke verbindingsweg Berlijn-Breslau. Het Duitse opperbevel gaf de Hongaren de opdracht om het kamp te verdedigen.  SS-Standartenfuhrer Bela Peinlich vormde met de beste eenheden van beide divisies een nieuw Hongaars SS-regiment, dat het trainingskamp en omgeving moest verdedigen. Dit regiment telde 2600 man, die over vier bataljons werden verdeeld.
- 1e Waffen-SS Alarmbataljon (Hauptsturmfuhrer Erno Solti)
- 2e Waffen-SS Alarmbataljon (Hauptsturmfuhrer Alajos Duska)
- 3e Waffen-SS Alarmbataljon (Hauptsturmfuhrer Geza Pataki )
- 4e Waffen-SS Alarmbataljon (Hauptsturmfuhrer Gyorgy Hermandy)

De eenheden beschikten over tweeduizend geweren, eenentwintig lichte machinegeweren, vier zware machinegeweren en ongeveer vijfhonderd granaten. De munitie was beperkt tot tweehonderd kogels per soldaat.

## Slag om Neuhammer
Op 8 februari 1945 nam het versterkte regiment zijn positie in rond Neuhammer. SS-Hauptsturmführer Zoltay besefte dat hij de Sovjets niet kon verslaan, maar enkel kon vertragen. Elke dag vertraging betekende dat de rest van de Hongaren verder naar het veilige westen kon ontkomen. Op de linkerflank groef het 1e bataljon zich in rond Oberleschent en het spoorwegstation, een stevig bakstenen gebouw. Op de rechterflank nam het 3e bataljon verdedigingsposities in tussen Wenigtreben en Luisenthal. Het 2e bataljon, bestaande uit de meest ervaren soldaten, vormde het centrum van de verdediging en het 4e bataljon werd in het eigenlijke trainingskamp gehouden als reserve. De 12 kilometer lange verdedigingslinie van het Hongaarse SS-regiment strekte uit van Oberleschent tot Wenigtreben op de westelijke oever van de Bóbr. Aan hun rechterflank bevond zich het 20e Waffen-SS grenadiersregiment (Estland) en het Hongaarse SS-Ski bataljon, dat slechts een honderdtal man telde. Deze beide eenheden vielen echter niet onder het bevel van SS-Hauptsturmführer Zoltay.

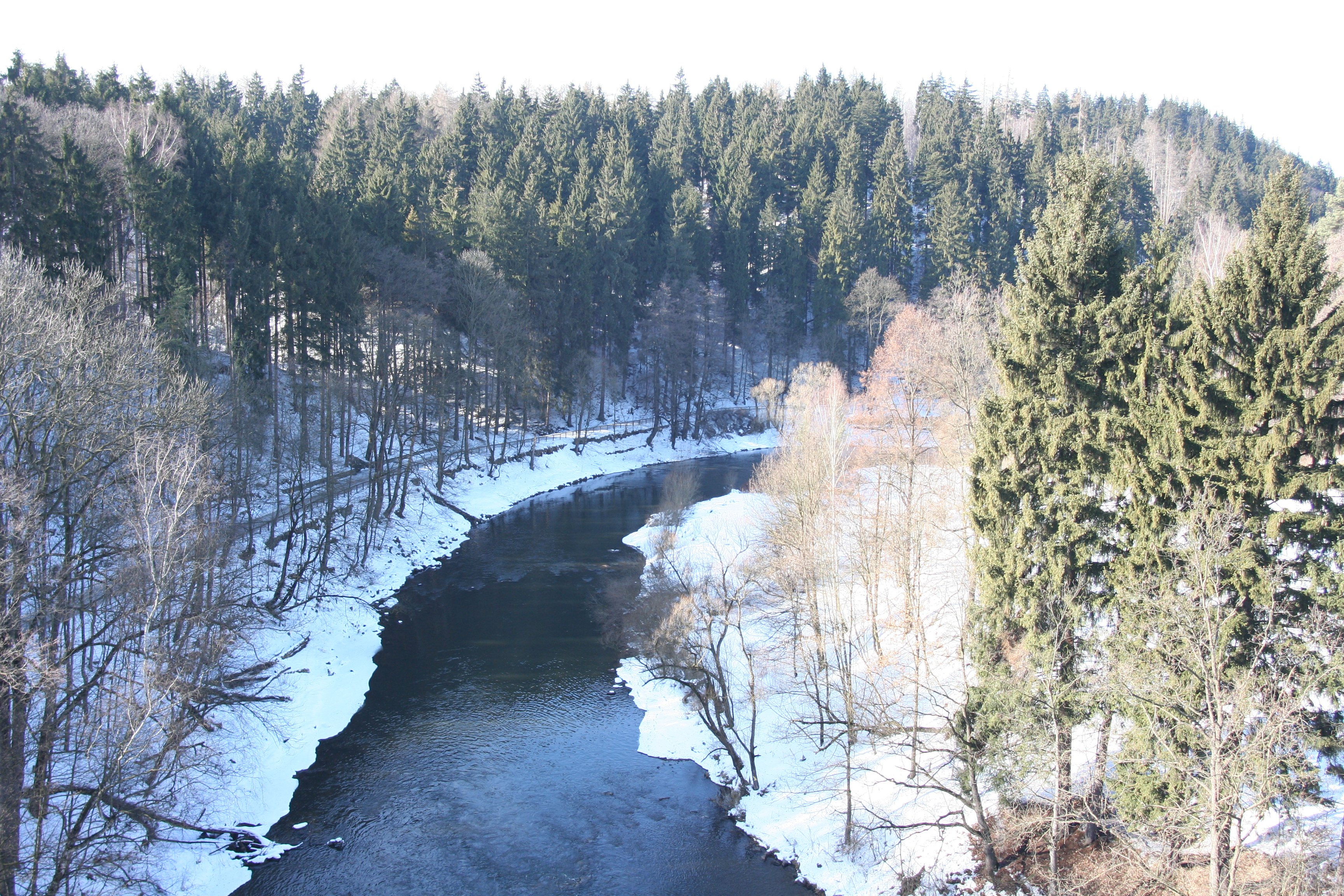
De rivier Bober in het toenmalige Neder-Silezië.

In de loop van 9 februari 1945 maakten de verkenners van het 1e bataljon contact met de Russische voorhoede op zo’n 9 km van hun verdedigingslinie. Na een korte schermutseling wisten de Hongaarse verkenners zich veilig terug te trekken over de rivier. SS-Hauptsturmführer Zoltay stuurde zijn reservecompagnie met pantservuisten en MG-42 machinegeweren naar het spoorwegstation, want daar verwachtte hij de voornaamste aanval. Een tweede vijandelijke eenheid, die vanuit het zuidwesten Wenigtreben naderde, werd echter niet opgemerkt. Omstreeks 12.00h vielen de eerste granaten op de Hongaarse posities. Enkele uren later naderden Russische tanks en infanterie het spoorwegstation. Een hevige strijd barstte los, maar de Hongaren hielden echter stand. Ze schakelden twee T-34 tanks uit, waarna ze de begeleidende infanterie konden verdrijven. De Russen hergroepeerden zich en gingen opnieuw in de aanval. Deze keer wisten ze de Hongaarse verdediging te doorbreken en het spoorwegstation te bereiken. Van dichtbij schoten ze met mortieren het gebouw in puin. De Hongaren verschansten zich nog steeds in het puin, maar de sovjets bleven aanvallen uitvoeren. In de loop van de nacht trokken de Hongaren zich terug en werd het gebouw door het Rode Leger ingenomen.
Op de rechterflank slaagde het Rode Leger erin een brug bij Urbanstreben over de Bóbr onbeschadigd te veroveren. De brug was niet opgeblazen om burgers de kans te geven naar het westen te vluchten. Via de brug staken de Russische pantserwagens en infanterie in groten getale de rivier over. Verschillende compagnies van het 3e bataljon werden verrast door de plotse verschijning van vijandelijke soldaten. Ze werden onder de voet gelopen en omsingeld. Het Hongaarse SS-Ski bataljon trok zich terug naar nieuwe posities ten zuiden van de hoofdweg Berlijn-Breslau, waar ze in de loop van de middag een verkenningsaanval wisten af te slaan.
De volgende dag probeerde SS-Hauptsturmführer Zoltay het initiatief naar zich toe te trekken. Om de vijandelijke druk op zijn front te verminderen, beval hij een tegenaanval. Omdat de Esten over de beste winteruitrusting en wapens beschikten, werd er besloten dat zij de tegenaanval zouden leiden. Onder dekking van de duisternis trokken de Esten over een smalle houten brug en ze slaagden erin een bruggenhoofd op de oostoever van de Bóbr te vestigen. De sovjets herstelden zich van hun verrassing en ze gooiden een tankcompagnie in de tegenaanval. Ondanks de zware tank- en infanterie-aanvallen op het kleine bruggenhoofd hielden de Esten stand. Om hun voorraden aan te vullen, gebruikten ze de wapens van gedode Russen. In de loop van de middag werd de Russische druk te groot en onder een barrage van artillerievuur trokken de Esten zich terug over de rivier. Van de 300 Esten sneuvelden er meer dan de helft in de felle strijd.
In het noorden verslechterde de situatie snel. Na het verlies van het station werd nu ook het hoofdkwartier van 1e bataljon bij een aanval onder de voet gelopen en volledig uitgeroeid. In het zuiden hielden de omsingelde compagnies van het 3e bataljon nog steeds stand, maar hun voorraden geraakten uitgeput. Hun volgehouden verzet zorgde ervoor dat de Russen hun troepen niet konden concentreren. Verschillende kleine groepjes Hongaren probeerden de omsingeling te doorbreken. Op het einde van de dag hadden beide bataljons zich met zware verliezen teruggetrokken achter de Queis, waardoor het 2e bataljon gevaar liep om ook omsingeld te worden.

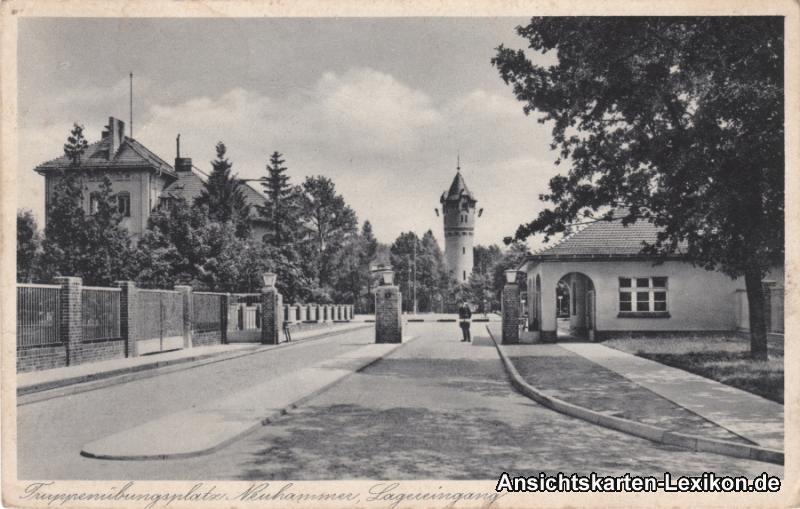
Ingang van het trainingskamp Neuhammer

Op 11 februari ging de strijd verder. Het 2e bataljon hield nog steeds stand in Strans, een gehucht aan de rand van Neuhammer. Ze waren afgesneden van de rest van de Hongaren. Het kwam tot hevige straatgevechten, maar de Russen slaagden er niet in om de vastberaden Hongaren te verdrijven uit de huizen. Ondertussen kon SS-Hauptsturmführer Exterde Denes het 4e bataljon bevoorraden met munitie en nieuwe pantservuisten. Op het moment van de bevoorrading lanceerden de Russen een nieuwe aanval op het kamp, die de Hongaren konden afslaan. Ongeveer zeshonderd Sovjetsoldaten sneuvelden in deze gevechten.
De commandant van het 4e bataljon, SS-Hauptsturmführer Hermandy, besloot om van dit moment te profiteren. Hij splitste zijn bataljon in twee delen. De 1e Sturmgruppe sloop door de Russische linies en ze vielen de posities tussen de Bober en Strans aan, die ze na een aanval met granaten en bajonetten wisten te veroveren. De andere Sturmgruppe viel in de richting van Strans aan, dat ze eveneens na zware gevechten wisten te bereiken. Samen met de restanten van het 2e bataljon veranderden ze de huizen in versterkte forten. Onder dekking van een zware artillerie barrage lanceerden de Russen een nieuwe poging om het dorpje te veroveren, maar de Hongaren wisten hen terug te slaan. Drie T-34's werden vernietigd. Een tweede poging werd eveneens afgeslagen en daarna beperkten de sovjets zich tot het beschieten van de Hongaarse stellingen. Tegen de avond stonden verschillende huizen in brand.
Op het einde van de derde dag van het Sovjet-offensief hielden de restanten van het Hongaarse SS-regiment nog steeds stand in Neuhammer en Strans, maar hun flanken waren ongedekt. De munitievoorraden waren beperkt en er waren nog maar een handvol pantservuisten over. Onder dekking van de winternacht liet SS-Hauptsturmführer Hermandy de gewonden verzamelen en hij gaf de overlevenden het bevel om zich voor te bereiden op een uitbraakpoging, die de volgende dag zou moeten plaatsvinden. Het 3e bataljon was uiteengevallen in verschillende losse eenheden, die nog steeds stand hielden in het gebied ten zuiden van Neuhammer. Ze vochten in kleine groepjes, overvielen Sovjet-patrouilles en verstoorden de vijandelijke verbindingen. Het 1e bataljon had zich teruggetrokken achter de Queis.
In de vroege ochtend van 12 februari 1945 verzamelde SS-Hauptsturmführer Zoltay zijn laatste reserves, bestaande uit het hoofdkwartierpersoneel, koks, klerken en chauffeurs. Hij kreeg ook de hulp van twee Duitse Sd.kfz.233/4 pantserwagens. Eén groep rukte op langs het noorden van de weg naar Strans en de andere groep langs de zuidzijde van de weg. Ze bereikten de rand van Strans, maar daar stuitten ze op een sterke verdediging. Het Rode Leger voerde extra versterkingen aan om de Hongaarse aanval terug te dringen. Het was de bedoeling geweest om de ontsnappingsroute open te houden, maar nu moesten ze vechten om te overleven. In Strans merkte SS-Hauptsturmführer Hermandy het strijdlawaai op en hij deed een uitval in de richting van de ontzettingsmacht. De vijand werd verrast door deze uitval in hun rug en hun verdediging stortte ineen. Het Rode Leger trok zich terug en de Hongaren konden hierdoor ontsnappen naar het westen.
Op 13 februari 1945 kwam de strijd tot een einde. De restanten van het Hongaarse SS-regiment trokken zich terug achter de Queis terwijl Duitse pioniers de gebouwen van het kamp opbliezen. In de loop van de dag vielen Russische jachtvliegtuigen de Hongaren aan en in de namiddag bereikten de eerste vijandelijke tanks het kamp. Nog steeds hield de Hongaarse achterhoede stand in de verwoeste gebouwen en met pantservuisten belaagden ze de tanks. Gedurende de nacht trokken de Hongaren zich terug naar Halbaut en werden de bruggen over de Queis opgeblazen.

## Nasleep
De restanten van het Hongaarse SS-regiment trokken zich terug achter de Queis. Er waren 554 man gesneuveld en 950 gewonden of vermisten. Na de gevechten bleken slechts tweehonderd van de duizend soldaten in staat om verder te vechten. De rest had geen wapens of munitie. De overlevenden voegden zich terug bij hun divisies. Na de Slag om Neuhammer waren de Hongaarse Waffen-SS-divisies niet meer betrokken bij grote gevechten aan het oostfront. In de laatste dagen van de oorlog geraakten ze verspreid over Duitsland, Denemarken en Oostenrijk.
Uiteindelijk gaven ze zich op 2 mei 1945 over aan de Amerikaanse troepen van de generaal Patton.